# Palazzo del Governo
El Palazzo del Governo es un edificio situado en el Borgo Nuovo de Tarento, Italia, sede de la Prefectura, de la administración provincial y de la Questura. Fue construido sobre las ruinas del teatro Politeama Alhambra, demolido a tal efecto, y fue inaugurado el 7 de septiembre de 1934 por Benito Mussolini frente a una multitud de ciudadanos que abarrotaban la rotonda situada frente al edificio.
La estructura fue construida en cuatro años según el proyecto del arquitecto Armando Brasini, que dirigió las obras con la colaboración de los técnicos de la administración provincial, y fue completada con la realización de la rotonda delante de la fachada principal, capaz de acoger a miles de personas, desde la cual es posible disfrutar del panorama del Mar Grande y de las Islas Cheradi. La cantidad total empleada en esta operación fue de 21 millones de liras.
El edificio tiene 52 metros de altura, pero alcanza los 67 metros (85 sobre el nivel del mar) con las dos antenas de bronce colocadas en la cima. Se extiende sobre una superficie de 4500 metros cuadrados, y está formado por una grandiosa mole con arcadas inspirada en una fortificación portuaria y realizada enteramente en piedra carparo color marrón.
Sobre la fachada que da hacia la rotonda hay una grandiosa logia en la cual se encuentran dos águilas de bronce colocadas sobre pedestales cilíndricos, mientras que a los lados del portón principal se pueden apreciar relieves con figuras desnudas armadas y dos trofeos romanos gigantes con escudos coronados por Victorias. En las dos torres laterales se instalaron dos grandes campanas, destinadas a sonar en circunstancias particulares, y también a los lados del portón principal, durante la época fascista, se erigieron dos fasci littori de unos veinte metros de altura, abatidos posteriormente.
En el interior del palacio, que cuenta con seis plantas, hay salones amueblados con muebles de estilo y decorados elegantemente, entre los cuales está el «salón de los escudos» (donde se reúne el Consejo Provincial) y el «salón de representación».
Además, el palacio albergó temporalmente algunas telas de Bernardo Cavallino, Paolo de Matteis, Francesco Solimena y Leonardo Antonio Olivieri, que formaban parte de la colección Ricciardi alojada actualmente en el Museo Arqueológico Nacional de Tarento. Actualmente la rotonda está dedicada a los marineros de Italia (Marinai d'Italia).

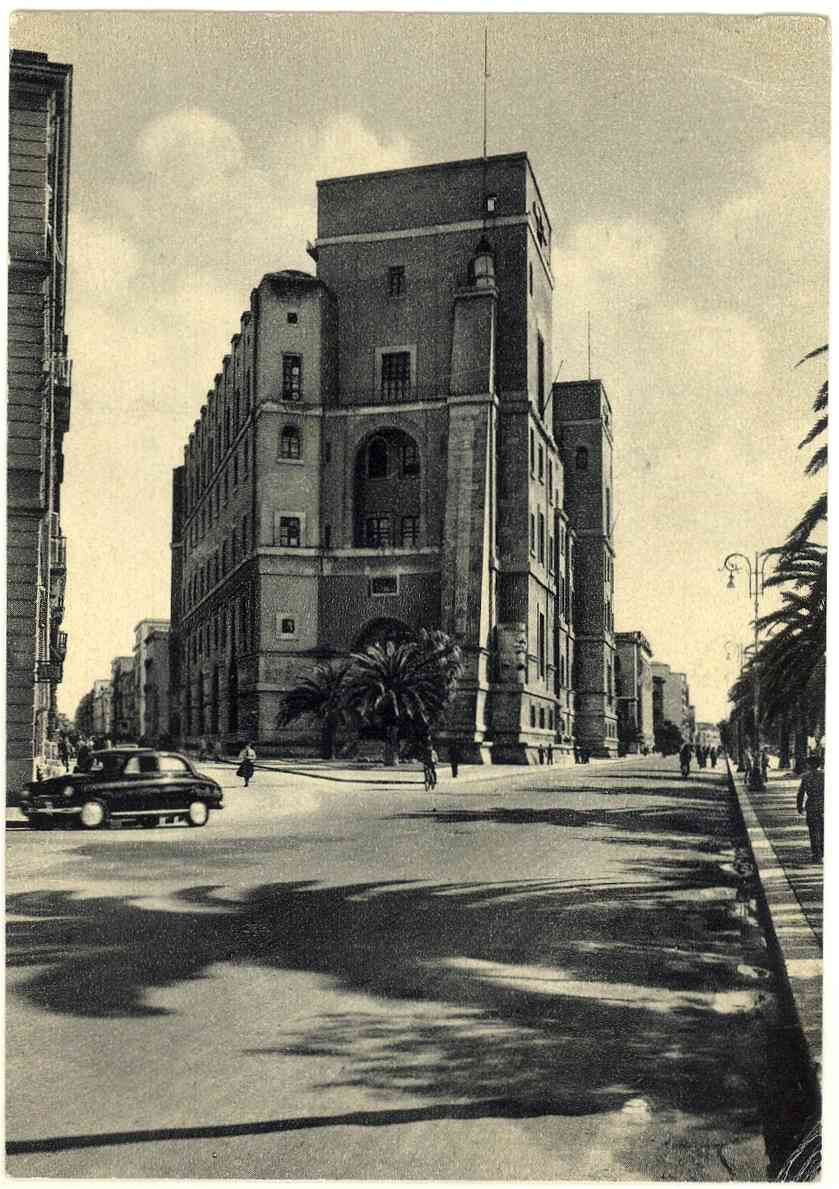
El Palazzo di Governo en una postal de 1954.